# 1943
Il 1943 (MCMXLIII in numeri romani) è un anno  del XX secolo.

## Eventi

### Gennaio
- 1º gennaio: si combatte la battaglia di Guadalcanal fra marines statunitensi e giapponesi.
- 7 gennaio: morte di Nikola Tesla, celebre fisico, inventore e ingegnere serbo.
- 10 gennaio: il generale Friedrich Paulus rifiuta l'offerta dei sovietici che permetterebbe alle truppe tedesche di Stalingrado di arrendersi.
- 13 gennaio: mobilitazione generale in Germania
- 14 gennaio: Franklin D. Roosevelt è il primo presidente degli Stati Uniti d'America a viaggiare in aeroplano.
- 15 gennaio: gli statunitensi completano la conquista di Guadalcanal.
- 17 gennaio – Conferenza di Casablanca: il presidente Roosevelt e il primo ministro Churchill decidono l'apertura del fronte europeo contro Hitler a partire dall'Italia meridionale, il "ventre molle d'Europa". Diverse sono le valutazioni e gli interessi in gioco tra Stati Uniti e Gran Bretagna, ma comune è la consapevolezza che l'invasione della Penisola avrebbe favorito la caduta del fascismo.
- 18 gennaio
  - I sovietici annunciano di aver rotto l'assedio di Leningrado da parte della Wehrmacht.
  - Shoah: prima rivolta degli ebrei del ghetto di Varsavia.
  - Allo scopo di risparmiare sul costo della manodopera e dei macchinari, il governo degli Stati Uniti proibisce la vendita del pane in cassetta fino alla fine della guerra.
- 23 gennaio – Tripoli: i britannici occupano la città. Le forze italo-tedesche ripiegano in Tunisia.
- 24 gennaio – Casablanca, Marocco: Franklin D. Roosevelt e Winston Churchill concludono la Conferenza di Casablanca.
- 26 gennaio – Battaglia di Nikolaevka: le forze italiane riescono a rompere l'accerchiamento dei sovietici.
- 27 gennaio – Wilhelmshaven, Germania: primo bombardamento statunitense su territorio tedesco.
- 29 gennaio: il capo di stato maggiore italiano, generale Cavallero, è destituito. Viene sostituito dal generale Ambrosio.
- 31 gennaio
  - In disaccordo con Hitler, l'ammiraglio Erich Raeder, comandante supremo della flotta, si dimette. Viene sostituito dall'ammiraglio Karl Dönitz.
  - Il feldmaresciallo Paulus dichiara la resa delle truppe al suo comando sul fronte di Stalingrado.

### Febbraio
- 1º febbraio – Norvegia: i nazisti nominano primo ministro Vidkun Quisling.
- 2 febbraio – URSS: finisce la battaglia di Stalingrado con la resa della VI Armata del feldmaresciallo Paulus.
- 5 febbraio: Mussolini assume direttamente la responsabilità del Ministero degli esteri. Ciano viene esonerato ed è nominato ambasciatore presso il Vaticano.
- 8 febbraio
  - Battaglia di Guadalcanal: fine dei combattimenti.
  - I corazzati sovietici occupano Kursk, uno dei capisaldi della linea invernale delle truppe tedesche.
- 11 febbraio – Europa: il generale Dwight D. Eisenhower viene nominato comandante delle forze alleate in Europa.
- 14 febbraio
  - Battaglia del passo di Kasserine: prima grande sconfitta delle forze americane contro l'Afrikakorps di Erwin Rommel.
  - Rostov viene liberata dalle forze sovietiche.
- 16 febbraio: i sovietici riconquistano Kharkov, ma la perdono nuovamente nella successiva terza battaglia di Kharkov.
- 18 febbraio: la Gestapo arresta i membri della "Rosa Bianca".
- 22 febbraio: i membri della "Rosa Bianca" sono giustiziati.
- 23 febbraio: i tedeschi scatenano una controffensiva nella regione di Kharkov.
- 25 febbraio: a Liverpool nasce il futuro chitarrista e cantante dei Beatles George Harrison.
- 27 febbraio: Commando norvegesi e partigiani distruggono l'impianto in cui i tedeschi producono acqua pesante, sostanza utilizzabile nel processo di produzione della bomba atomica.

### Marzo
- 1º marzo: il generale tedesco Heinz Guderian viene nominato "Ispettore generale delle truppe corazzate".
- 2 marzo – Battaglia del mare di Bismarck: navi americane ed australiane affondano diverse navi di un convoglio giapponese.
- 5 marzo – scioperi antifascisti: Torino ore 10, inizia nell'officina 19 lo sciopero degli operai della Fiat Mirafiori. In pochi giorni centomila lavoratori incrociano le braccia: è la prima grande ribellione operaia che si estenderà presto in tutte le fabbriche del Nord. L'episodio, passato alla storia come "gli scioperi del marzo 1943", segna l'inizio del crollo del regime fascista e rappresenta il primo, vero e corale, episodio della Resistenza antifascista. Una canzone degli Stormy Six ricorda quell'avvenimento: La Fabbrica.
- 10 marzo: Erwin Rommel cede il comando delle truppe tedesche in Africa settentrionale.
- 12 marzo: Vjazma, cittadina della Russia occidentale, viene liberata dalle truppe sovietiche.
- 13 marzo – Polonia: i nazisti distruggono il ghetto di Cracovia.
- 16 marzo: in Tunisia, sul fronte del Mareth, i britannici scatenano un'offensiva contro le forze dell'Asse.
- 21-26 marzo: un attacco combinato delle truppe britanniche da sud e di quelle americane da ovest costringe le forze italo-tedesche a ripiegare verso il nord della Tunisia.
- 27 marzo – Battaglia delle isole Komandorski: scontro tra la flotta statunitense e quella giapponese.
- 28 marzo: nel porto di Napoli esplode una nave, la Caterina Costa, carica di esplosivi: oltre 600 le vittime.

### Aprile
- 13 aprile: sull'isola di Alcatraz, sette detenuti sono protagonisti di una tentata fuga dall'omonima prigione. Dei sette, quattro vengono identificati: James Boarman, Harold Brest, Fred Hunter e Floyd Hamilton. Tutti, ad eccezione di Hunter e di un altro carcerato, vengono sterminati sotto i colpi di mitra delle guardie di vedetta, durante il tentativo di raggiungere San Francisco a nuoto.
- 16 aprile: a Basilea (Svizzera),  il dottor Albert Hofmann entra accidentalmente in contatto con l'LSD sperimentando il primo episodio psichedelico imputabile a questa sostanza.
- 19 aprile: comincia il rastrellamento finale degli ultimi 50 000 ebrei del ghetto di Varsavia. Un migliaio di combattenti ebrei cerca inutilmente di resistere agli attacchi tedeschi, ma dopo un mese, è costretto a soccombere.
- 22 aprile: Albert Hofmann pubblica il suo primo rapporto sulle proprietà allucinogene dell'LSD che aveva egli stesso sintetizzato nel 1938.
- 26 aprile – Bombardamento di Grosseto: uno stormo di aerei statunitensi, nel primo pomeriggio, bombarda la città toscana causando 150 morti.
- 27 aprile: re Vittorio Emanuele III si reca a Grosseto per rendere omaggio ai caduti e visitare i feriti.
- 30 aprile: i giapponesi completano l'occupazione della Birmania e minacciano il confine dell'India.

### Maggio
- 7 maggio: le truppe alleate riescono ad entrare a Biserta e a Tunisi.
- 9 maggio: gli americani bombardano Sicilia, Cagliari e Grosseto distruggendo una grossa parte del patrimonio artistico.
- 11 maggio: 
  - truppe americane invadono Attu, nelle Isole Aleutine, nel tentativo di scacciare le forze giapponesi occupanti.
  - La città di Marsala viene pesantemente bombardata dagli alleati angloamericani durante la Seconda guerra mondiale.
- 13 maggio: una formazione di fortezze volanti statunitensi bombarda l'isola di Pantelleria. L'isola viene colpita anche dal mare. Poco dopo la guarnigione italiana si arrende: unico caso nella guerra di resa ottenuta con la sola pressione aerea e navale.
  - L'Afrikakorps tedesco e le truppe italiane si arrendono in Tunisia: i prigionieri sono circa 300 000.
  - Bombardamento alleato su Augusta, in provincia di Siracusa.
- 15 maggio: la nuova offensiva tedesca in Bosnia ed Erzegovina sarà respinta dall'esercito di liberazione jugoslavo.
- 16 maggio – Shoah: termina la rivolta del ghetto di Varsavia.
- 24 maggio – Shoah: Josef Mengele viene nominato comandante della sezione medica del campo di concentramento di Auschwitz.
- 29 maggio – Conferenza di Algeri: viene approvato il piano di invasione della Sicilia.
- 30 maggio: De Gaulle arriva ad Algeri.

### Giugno
- 1º giugno: incursione aerea della RAF sugli stabilimenti tedeschi della Zeppelin a Friedrichshafen che producono impianti radar.
- 3 giugno: viene costituito ad Algeri il Comitato Francese di Liberazione Nazionale. De Gaulle è costretto a condividere la presidenza con il più moderato generale Giraud, gradito agli statunitensi.
- 12 giugno: Lampedusa accetta la resa incondizionata alle forze alleate.
- 15 giugno: primo volo del bombardiere tedesco Arado Ar 234 Blitz.
- 16 giugno: nei cieli di Guadalcanal gli statunitensi abbattono 107 aerei giapponesi, perdendone soltanto 6.
- 21 giugno: la Nuova Georgia è occupata dalle truppe americane.
- 24 giugno: in un discorso ai gerarchi, reso pubblico solo alcuni giorni dopo, Mussolini dichiara che un eventuale sbarco degli alleati sarà bloccato «su quella linea che i marinai chiamano del bagnasciuga».

### Luglio
- 4 luglio: inizio della battaglia di Kursk, la più grande battaglia di carri della storia.
- 6 luglio: Battaglia del golfo di Kula tra le forze americane e quelle giapponesi.
- 8 luglio: affondamento della motonave Valfiorita, durante la navigazione tra Messina e Palermo.
- 10 luglio – Italia: inizia l'invasione della Sicilia. La 7ª Armata statunitense del generale Patton sbarca fra Licata[1] e Gela, mentre l'8ª Armata britannica, comandata dal generale Montgomery, sbarca fra Pachino e Siracusa.
- 12 luglio: Battaglia di Kolombangara tra le forze americane e quelle giapponesi.
- 13 luglio: proseguono gli sbarchi delle truppe alleate in Sicilia. I cacciabombardieri italiani riescono a centrare la corazzata britannica Nelson, costringendola a rientrare a Malta
- 17 luglio: Agrigento è occupata dalle truppe americane.
- 19 luglio
  - Mussolini incontra Hitler a Villa Gaggia ma non riesce ad ottenere nuovi aiuti per difendere la Sicilia.
  - Roma viene bombardata, per la prima volta, dagli Alleati.
- 21 luglio: Mussolini incontra Vittorio Emanuele III dopo il colloquio con Hitler: è sicuro che i tedeschi vinceranno la guerra grazie alle «armi segrete» che stanno preparando.
- 22 luglio: Palermo viene occupata dagli alleati.
- 23 luglio: si costituisce a Palermo il Comitato per l’Indipendenza della Sicilia.
- 24 luglio: inizio dell'operazione Gomorrah. Aeroplani britannici e canadesi bombardano Amburgo di notte, mentre l'aviazione statunitense la colpisce di giorno. Alla fine dell'operazione, in novembre, 9 000 tonnellate di esplosivi avranno provocato 30 000 morti e la distruzione di 280 000 edifici.
- 25 luglio – Italia: il Gran Consiglio del Fascismo mette in minoranza Mussolini votando l'ordine del giorno Grandi; poco dopo Mussolini viene arrestato ed il potere affidato al Maresciallo d'Italia generale Pietro Badoglio. La Milizia Volontaria per la Sicurezza Nazionale non reagisce. La radio trasmette la notizia alle 22 e 45. È l'epilogo della dittatura fascista in Italia.
- 26 luglio
  - La Wehrmacht occupa l'intero Sud Tirolo e il Trentino.
  - Per la caduta di Mussolini dimostrazioni di gioia si scatenano in molte parti di Italia. Si costituisce anche il «Comitato nazionale delle Opposizioni»: sono rappresentate tutte le forze politiche antifasciste.
- 27 luglio
  - Pietro Badoglio dispone lo scioglimento del Partito Nazionale Fascista.
  - Al quartier generale di Hitler si preparano i piani per l'occupazione militare dell'Italia, il disarmo delle sue truppe e la liberazione di Mussolini. Nuove truppe tedesche sono fatte affluire in Italia.
- 28 luglio: esce in Sicilia il "manifesto separatista", che chiede agli Alleati di riconoscere l'isola come Stato sovrano indipendente a regime repubblicano.

### Agosto
- 4 agosto: Napoli è colpita da 924 bombe per un totale di circa 231 tonnellate di esplosivo. I morti sono 210 ed i feriti 464. La Basilica di Santa Chiara è quasi completamente distrutta.
- 5 agosto: Orël e Belgorod sono liberate dalle truppe sovietiche.
- 6 agosto
  - Battaglia del Golfo di Vella tra le forze americane e quelle giapponesi.
  - Incontro italo-tedesco di Tarvisio: vi partecipano i ministri degli esteri e i capi di stato maggiore. Si discute del proseguimento della guerra, ma i tedeschi sono ormai diffidenti.
- 11 agosto: gli Alleati, con un massiccio bombardamento, distruggono Terni, causando centinaia di vittime.
- 13 agosto – Seconda guerra mondiale: Roma viene nuovamente bombardata dagli Alleati. Sono bombardate anche Torino e Milano.
- 15 agosto
  - Il Feldmaresciallo Erwin Rommel è nominato comandante delle truppe tedesche in Italia.
  - Milano è nuovamente colpita dalle bombe. Il centro della città è praticamente raso al suolo.
- 17 agosto: la Settima armata statunitense raggiunge Messina, seguita dopo poche ore dall'Ottava armata britannica, realizzando così la completa conquista della Sicilia. Le truppe alleate hanno catturato circa 6 000 tedeschi e oltre 125 000 italiani, ma 40 000 tedeschi e 60 000 italiani sono riusciti a raggiungere la Calabria.
- 17-24 agosto – Conferenza di Québec: Roosevelt e Churchill si accordano per iniziare la pianificazione dell'invasione della Francia, l'intensificazione dei bombardamenti sulla Germania e la condivisione dei progetti per lo sviluppo della bomba atomica.
- 23-24 agosto: nella notte è ucciso, in circostanze misteriose, dopo essere stato arrestato, Ettore Muti, ex segretario del Partito Nazionale Fascista.
- 26 agosto: gli Alleati riconoscono il «Comitato di liberazione nazionale francese».
- 29 agosto: la Germania scioglie il governo della Danimarca.

### Settembre
- 3 settembre – Italia: invasione continentale da parte degli Alleati, sottoscrizione della resa italiana a Cassibile tra il generale Giuseppe Castellano, inviato del generale Badoglio, e il Comando Alleato. È il cosiddetto armistizio corto.
- 8 settembre
  - Gli Alleati annunciano a sorpresa l'armistizio. Badoglio comunica per radio alla nazione la cessazione delle ostilità. Completo disfacimento dell'esercito italiano, rimasto senza comandi. Di fatto l'Italia si trova in guerra - non dichiarata – contro la Germania.
  - Bombardamento da parte dell'USAAF del Quartier generale tedesco per il Mediterraneo di Frascati. Nella città, duramente colpita, si contano circa 500 morti tra i civili e 200 tra i militari tedeschi.
  - Lo scrittore ceco Julius Fučík viene assassinato dai nazisti.
- 9 settembre
  - Fuga precipitosa da Roma verso Pescara dei membri della corte reale e di esponenti del governo. Qui li attendono le corvette Scimitarra e Baionetta, che salpano alla volta di Brindisi.
  - Gli Alleati sbarcano a Salerno e Taranto.
  - Viene creato il Comitato di Liberazione Nazionale.
- 11 settembre
  - A Pertula (Grecia), la 24ª Divisione fanteria "Pinerolo" firma un accordo di collaborazione con le formazioni partigiane e inizia a battersi contro le truppe tedesche.
  - Il generale tedesco Kesselring, comandante delle forze di occupazione, dichiara «zona di guerra» il territorio italiano sotto controllo tedesco.
- 12 settembre: Benito Mussolini viene liberato dalla prigionia sul Gran Sasso. L'operazione, che non incontra nessuna resistenza da parte dei carabinieri di guardia, è condotta da commando tedeschi guidati dal maggiore dei paracadutisti Harald-Otto Mors e dal capitano delle SS, Otto Skorzeny. Mussolini è trasferito con un aereo in Germania.
- 14 settembre: la Kriegsmarine, rappresentata dal capitano di vascello Max Berninghaus, e la Xª Flottiglia MAS riorganizzata da Junio Valerio Borghese, utilizzando i simboli e il nome dell'originale Xª Flottiglia MAS, firmano un accordo per una reciproca collaborazione nel rispetto dell'indipendenza e autonomia operativa della formazione italiana.
- 16 settembre
  - Le truppe del maresciallo Montgomery e quelle del generale Clark si ricongiungono a sud di Battipaglia.
  - Annessione al Reich di una parte dei territori italiani: le provincie di Bolzano, Belluno e Trento andranno a formare la regione del Voralpenland e quelle di Udine, Gorizia, Trieste, Pola, Fiume e Lubiana la regione dell'Adriatisches Küstenland.
- 17 settembre: A seguito dell'armistizio di Cassibile, le ultime truppe dell'esercito tedesco di stanza in Sardegna si imbarcano verso la Corsica, determinando la fine della seconda guerra mondiale nell'isola.
- 18 settembre: Mussolini parla da Radio Monaco e annuncia la costituzione del Partito Fascista Repubblicano.
- 19 settembre: eccidio di Boves.
- 21 settembre: eccidio con 22 vittime compiuto dai tedeschi nel palazzo della Milizia a Matera.
- 23 settembre
  - Viene costituita la Repubblica di Salò. Il governo è così formato: Guido Buffarini-Guidi (Ministero degli Interni), Antonino Tringali Casanova (Giustizia), Domenico Pellegrini Giampietro (Finanze, Scambi e Valute), Maresciallo d'Italia Rodolfo Graziani (Difesa nazionale), ammiraglio Antonio Legnani (sottosegretario per la Marina), comandante Ernesto Botto (sottosegretario per l'Aeronautica), Silvio Gay (Economia corporativa), Edoardo Moroni (Agricoltura), Giuseppe Peverelli (Comunicazioni), Carlo Alberto Biggini (Educazione nazionale), Ferdinando Mezzasoma (Cultura popolare). Membro di diritto del governo viene nominato il segretario del Partito, Alessandro Pavolini. L'esercito è formato inizialmente da circa 180 000 uomini, che non hanno accettato la capitolazione e hanno deciso di continuare a combattere accanto ai tedeschi. In seguito raggiungerà il numero di circa 800 000 uomini tra ufficiali e soldati.
  - Il ventiduenne vicebrigadiere dei Carabinieri Salvo D'Acquisto sacrifica la propria vita per salvare quella di ventidue persone dopo l'esplosione di una bomba a mano che ha provocato la morte di due soldati tedeschi. Pur non essendo colpevole, Salvo d'Acquisto si offre volontariamente alla fucilazione per evitare un massacro. Medaglia d'oro al valor militare. È aperta, inoltre, la causa di beatificazione.
- 27 settembre: inizia l'insurrezione popolare di Napoli (nota anche come le Quattro giornate di Napoli).
  - il colonnello statunitense Charles Poletti nomina l’indipendentista Lucio Tasca sindaco di Palermo.
- 29 settembre: nel porto di Malta, a bordo della corazzata britannica Nelson, davanti al generale Eisenhower e al maresciallo Alexander, comandante delle truppe alleate in Italia, Badoglio firma l'armistizio lungo: l'Italia mette disposizione delle truppe alleate tutte le proprie risorse finanziarie e materiali per sostenere la guerra contro i tedeschi.

### Ottobre
- 4 ottobre: le forze partigiane, con l'aiuto del Corpo d'armata italiano che dopo l'armistizio si è schierato contro tedeschi, liberano la Corsica.
- 6 ottobre: Battaglia di Vella Lavella tra le forze americane e quelle giapponesi.
- 7 ottobre
  - Circa 2.500 carabinieri romani sono fatti prigionieri dai tedeschi e deportati in Germania.
  - Il Palazzo delle Poste di Napoli viene squassato da alcune violentissime esplosioni provocate da ordigni a tempo piazzati dai nazisti in ritirata. Si conteranno innumerevoli morti e feriti tra la popolazione, oltre ad ingenti danni.
- 9 ottobre - Operazione Nubifragio: Nonostante la resistenza dei partigiani jugoslavi, la regione dell'Istria passa sotto il controllo della Germania.
- 10-30 ottobre: a Mosca si svolge la conferenza dei ministri degli esteri alleati: vi partecipano Hull, per gli Stati Uniti, Eden, per la Gran Bretagna, e Molotov, per l'Unione Sovietica. Viene discusso il trattamento da riservare, a fine guerra, ai paesi nemici e a quelli occupati dalle truppe dell'Asse.
- 12 ottobre nasce l'ABC,sigla di American Brodcasting Company, la storica emittente televisiva statunitense
- 13 ottobre: l'Italia dichiara guerra alla Germania nazista e diventa cobelligerante a fianco degli Alleati.
- 16 ottobre: deportazione dal ghetto di Roma di 1.023 ebrei romani nei campi di sterminio.
- 22 ottobre: massiccio bombardamento della RAF contro le infrastrutture industriali e civili di Kassel.

### Novembre
- 1º novembre
  - Operazione Goodtime: sbarco di marines statunitensi a Bougainville, nelle Isole Salomone.
  - Battaglia della baia dell'imperatrice Augusta tra le forze americane e quelle giapponesi.
- 2 novembre: truppe inglesi raggiungono il fiume Garigliano.
- 3 novembre
  - Sul versante adriatico del fronte, la VIII armata del generale Montgomery attacca le truppe tedesche che sono schierate lungo la linea Reinhard e le costringe ad arretrare oltre il Sangro, sulla linea Gustav.
  - Cominciano le prime azioni terroristiche dei GAP (Gruppi d'Azione Patriottica).
- 5 novembre: 5 bombe vengono sganciate sul Vaticano, Danneggiando gravemente il palazzo del governatorato, zero furono i feriti.
- 9 novembre: il governo fascista di Salò richiama alle armi le classi del 1924 e del 1925.
- 12 novembre: terminano i bombardamenti giapponesi sull'Australia.
- 14 novembre: si tiene il Congresso di Verona del Partito Fascista Repubblicano che pone le basi della politica della Repubblica Sociale Italiana. Il cosiddetto Manifesto di Verona contiene i 18 punti programmatici del partito.
- 15 novembre
  - Dopo l'uccisione del commissario della Federazione dei fasci di Ferrara, Igino Ghisellini, sono fucilati 11 antifascisti.
  - Shoah: Heinrich Himmler ordina che la popolazione rom sia trattata allo stesso modo degli ebrei nei campi di concentramento.
- 16 novembre: 160 bombardieri statunitensi bombardano le centrali elettriche e gli stabilimenti per l'acqua pesante di Vemork, in Norvegia, sotto controllo tedesco.
- 18 novembre: 440 bombardieri della RAF bombardano Berlino causando lievi danni e 131 morti, a fronte di una perdita di nove aerei e 53 uomini d'equipaggio.
- 19 novembre: viene costituita la GNR (Guardia nazionale repubblicana), come organizzazione autonoma dall'Esercito; verranno arruolati circa 100 000 volontari [senza fonte]. Contemporaneamente nasce la X Mas, un reparto speciale di incursori sotto il comando di Junio Valerio Borghese, arruolerà circa 4 000 reclute [senza fonte], che verranno utilizzate poi per operazioni antiguerriglia. Le SS italiane arruoleranno circa 20 000 uomini [senza fonte].
- 20 novembre: inizio della Battaglia di Tarawa. Sbarco di marines statunitensi negli atolli di Tarawa e Butaritari delle Isole Gilbert.
- 22 novembre
  - Il Libano è uno stato indipendente e sovrano.
  - Inizia la conferenza del Cairo: Franklin D. Roosevelt, Winston Churchill, e Chiang Kai-Shek si incontrano in Egitto per discutere sulla strada da intraprendere dopo la sconfitta dell'Impero giapponese.
- 25 novembre: Battaglia di Capo San Giorgio tra le forze americane e quelle giapponesi.
- 28 novembre-1º dicembre: Conferenza di Teheran tra Franklin D. Roosevelt, Winston Churchill e Iosif Stalin sulla riorganizzazione dell'Europa dopo la fine della guerra.
- 29 novembre: nasce la Repubblica Socialista Federale di Jugoslavia (SFRJ).
- 30 novembre: nella Grecia occupata dall'Asse più di duecento veterani disabili, reduci del fronte italiano-greco, vengono giustiziati.

### Dicembre
- 2 dicembre: la Luftwaffe con 107 Junkers bombarda in serata il porto di Bari (che rimarrà solo parzialmente fruibile durante tutta la durata della guerra) ed affonda 17 navi, tutte da trasporto. Questa incursione sarà ricordata dagli Americani come la seconda Pearl Harbor.
- 4 dicembre: il maresciallo Tito proclama la costituzione di un governo provvisorio jugoslavo in esilio.
- 8 dicembre
  - Nella battaglia di Monte Lungo, per la prima volta entrano in azione contro i tedeschi le truppe del Primo Raggruppamento Motorizzato italiano (confluiranno poi nel Corpo Italiano di Liberazione), subendo gravi perdite. Sono inquadrate nell'armata del generale Clark.
  - Gli alleati bombardano la Stazione dell'Aquila, l'adiacente Officina Carte e Valori della Banca d'Italia e il quartiere di Borgo Rivera uccidendo 183 persone, tra prigionieri di guerra alleati, militari tedeschi e civili.
- 18 dicembre: è ucciso il federale di Milano, Aldo Resega. Per rappresaglia sono fucilati 9 antifascisti.
  - incontro a Palermo tra il ministro degli Esteri sovietico Andrej Vyšinskij e l’esponente del MIS Lucio Tasca. In quell’occasione il delegato riferì che l’Unione Sovietica si sarebbe opposta all’indipendenza della Sicilia.
- 23 dicembre: il gappista Giovanni Pesce uccide il fascista Aldo Morej.
- 24 dicembre: il generale Dwight D. Eisenhower diventa comandante supremo degli Alleati.
- 30 dicembre: a Savona, dopo l'uccisione di 7 fascisti (i gappisti genovesi sotto il comando di Giacomo Buranello avevano fatto saltare il ristorante della stazione) i fascisti savonesi, per vendicarsi, fucilano 7 antifascisti.

### Data imprecisata o sconosciuta
- Edgardo Sogno, ex ufficiale del Corpo volontario fascista nella Guerra civile spagnola, viene arruolato nello Special Operations Executive (SOE) il servizio segreto militare britannico. Svolgerà una funzione di collegamento con le brigate partigiane operanti nel nord Italia.
- Jean-Paul Sartre pubblica L'être e le néant opera fondamentale dell'esistenzialismo non solo francese.
- In Messico viene fondato il sindacato degli insegnanti (SNTE)

## Nati
Ci sono circa 2 980 voci su persone nate nel 1943; vedi la pagina Nati nel 1943 per un elenco descrittivo o la categoria Nati nel 1943 per un indice alfabetico.

## Morti
Ci sono circa 1 330 voci su persone morte nel 1943; vedi la pagina Morti nel 1943 per un elenco descrittivo o la categoria Morti nel 1943 per un indice alfabetico.

## Calendario
| Calendario 1943 | Calendario 1943 | Calendario 1943 | Calendario 1943 | Calendario 1943 | Calendario 1943 | Calendario 1943 | Calendario 1943 | Calendario 1943 | Calendario 1943 | Calendario 1943 | Calendario 1943 | Calendario 1943 | Calendario 1943 | Calendario 1943 | Calendario 1943 | Calendario 1943 | Calendario 1943 | Calendario 1943 | Calendario 1943 | Calendario 1943 | Calendario 1943 | Calendario 1943 | Calendario 1943 | Calendario 1943 | Calendario 1943 | Calendario 1943 | Calendario 1943 | Calendario 1943 | Calendario 1943 | Calendario 1943 | Calendario 1943 | Calendario 1943 |
| --------------- | --------------- | --------------- | --------------- | --------------- | --------------- | --------------- | --------------- | --------------- | --------------- | --------------- | --------------- | --------------- | --------------- | --------------- | --------------- | --------------- | --------------- | --------------- | --------------- | --------------- | --------------- | --------------- | --------------- | --------------- | --------------- | --------------- | --------------- | --------------- | --------------- | --------------- | --------------- | --------------- |
|                 | 1               | 2               | 3               | 4               | 5               | 6               | 7               | 8               | 9               | 10              | 11              | 12              | 13              | 14              | 15              | 16              | 17              | 18              | 19              | 20              | 21              | 22              | 23              | 24              | 25              | 26              | 27              | 28              | 29              | 30              | 31              |                 |
| Gennaio         | Ve              | Sa              | Do              | Lu              | Ma              | Me              | Gi              | Ve              | Sa              | Do              | Lu              | Ma              | Me              | Gi              | Ve              | Sa              | Do              | Lu              | Ma              | Me              | Gi              | Ve              | Sa              | Do              | Lu              | Ma              | Me              | Gi              | Ve              | Sa              | Do              |                 |
| Febbraio        | Lu              | Ma              | Me              | Gi              | Ve              | Sa              | Do              | Lu              | Ma              | Me              | Gi              | Ve              | Sa              | Do              | Lu              | Ma              | Me              | Gi              | Ve              | Sa              | Do              | Lu              | Ma              | Me              | Gi              | Ve              | Sa              | Do              |                 |                 |                 |                 |
| Marzo           | Lu              | Ma              | Me              | Gi              | Ve              | Sa              | Do              | Lu              | Ma              | Me              | Gi              | Ve              | Sa              | Do              | Lu              | Ma              | Me              | Gi              | Ve              | Sa              | Do              | Lu              | Ma              | Me              | Gi              | Ve              | Sa              | Do              | Lu              | Ma              | Me              |                 |
| Aprile          | Gi              | Ve              | Sa              | Do              | Lu              | Ma              | Me              | Gi              | Ve              | Sa              | Do              | Lu              | Ma              | Me              | Gi              | Ve              | Sa              | Do              | Lu              | Ma              | Me              | Gi              | Ve              | Sa              | Do              | Lu              | Ma              | Me              | Gi              | Ve              |                 |                 |
| Maggio          | Sa              | Do              | Lu              | Ma              | Me              | Gi              | Ve              | Sa              | Do              | Lu              | Ma              | Me              | Gi              | Ve              | Sa              | Do              | Lu              | Ma              | Me              | Gi              | Ve              | Sa              | Do              | Lu              | Ma              | Me              | Gi              | Ve              | Sa              | Do              | Lu              |                 |
| Giugno          | Ma              | Me              | Gi              | Ve              | Sa              | Do              | Lu              | Ma              | Me              | Gi              | Ve              | Sa              | Do              | Lu              | Ma              | Me              | Gi              | Ve              | Sa              | Do              | Lu              | Ma              | Me              | Gi              | Ve              | Sa              | Do              | Lu              | Ma              | Me              |                 |                 |
| Luglio          | Gi              | Ve              | Sa              | Do              | Lu              | Ma              | Me              | Gi              | Ve              | Sa              | Do              | Lu              | Ma              | Me              | Gi              | Ve              | Sa              | Do              | Lu              | Ma              | Me              | Gi              | Ve              | Sa              | Do              | Lu              | Ma              | Me              | Gi              | Ve              | Sa              |                 |
| Agosto          | Do              | Lu              | Ma              | Me              | Gi              | Ve              | Sa              | Do              | Lu              | Ma              | Me              | Gi              | Ve              | Sa              | Do              | Lu              | Ma              | Me              | Gi              | Ve              | Sa              | Do              | Lu              | Ma              | Me              | Gi              | Ve              | Sa              | Do              | Lu              | Ma              |                 |
| Settembre       | Me              | Gi              | Ve              | Sa              | Do              | Lu              | Ma              | Me              | Gi              | Ve              | Sa              | Do              | Lu              | Ma              | Me              | Gi              | Ve              | Sa              | Do              | Lu              | Ma              | Me              | Gi              | Ve              | Sa              | Do              | Lu              | Ma              | Me              | Gi              |                 |                 |
| Ottobre         | Ve              | Sa              | Do              | Lu              | Ma              | Me              | Gi              | Ve              | Sa              | Do              | Lu              | Ma              | Me              | Gi              | Ve              | Sa              | Do              | Lu              | Ma              | Me              | Gi              | Ve              | Sa              | Do              | Lu              | Ma              | Me              | Gi              | Ve              | Sa              | Do              |                 |
| Novembre        | Lu              | Ma              | Me              | Gi              | Ve              | Sa              | Do              | Lu              | Ma              | Me              | Gi              | Ve              | Sa              | Do              | Lu              | Ma              | Me              | Gi              | Ve              | Sa              | Do              | Lu              | Ma              | Me              | Gi              | Ve              | Sa              | Do              | Lu              | Ma              |                 |                 |
| Dicembre        | Me              | Gi              | Ve              | Sa              | Do              | Lu              | Ma              | Me              | Gi              | Ve              | Sa              | Do              | Lu              | Ma              | Me              | Gi              | Ve              | Sa              | Do              | Lu              | Ma              | Me              | Gi              | Ve              | Sa              | Do              | Lu              | Ma              | Me              | Gi              | Ve              |                 |

## Premi Nobel
In quest'anno sono stati conferiti i seguenti Premi Nobel:
- fisica: Otto Stern
- chimica: George de Hevesy
- medicina: Henrik Carl Peter Dam, Edward Adelbert Doisy
- letteratura: non assegnato
- pace: non assegnato